# Escadaria de Potemkin

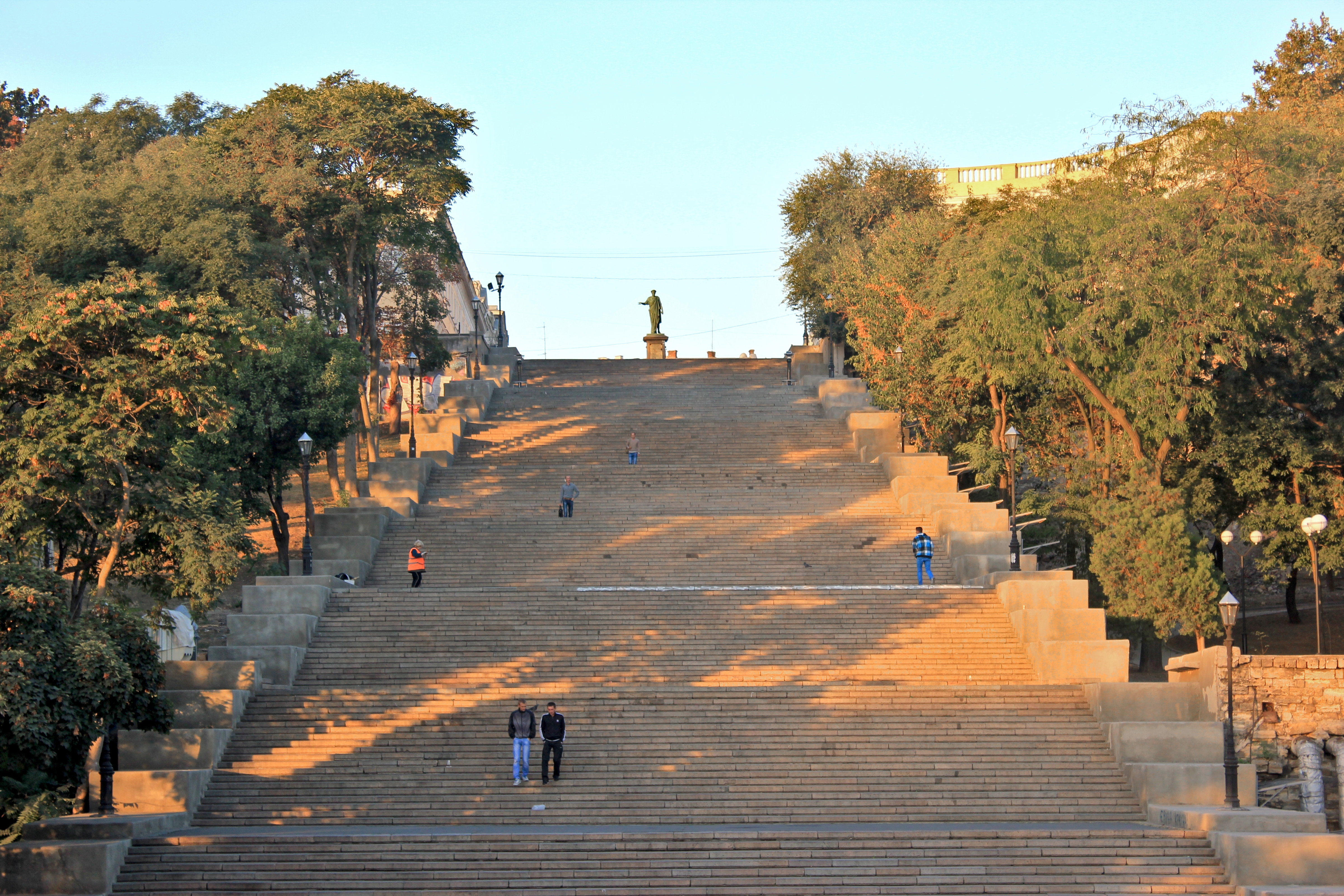
Escadaria Potemkin

A 'Escadaria de Potemkin (em ucraniano:  Потьомкінські східці, Potemkinsky Skhidtsi, em russo:  Потемкинская лестница), também chamada Escadaria Richelieu, é uma monumental escadaria de Odessa, Ucrânia. É considerada como a entrada oficial da cidade para quem vem do mar, do porto do Golfo de Karkinitsky, no Mar Negro. É o mais conhecido monumento dessa cidade.

## Características
A largura dos degraus é de 12,5 metros no ponto superior, os degraus vão seu gradativamente mais largos à medida que descem e no sopé o degrau tem largura de 21,5 metros. Sua extensão é de 142 metros e, vista de baixo, parece ser ainda mais longa por uma ilusão de ótica. São 192 degraus com 10 patamares intermediários. Sua concepção é tal que um observador no alto da mesma vê somente os patamares, não percebendo os degraus, enquanto que de baixo são vistos somente os degraus.

## História
.

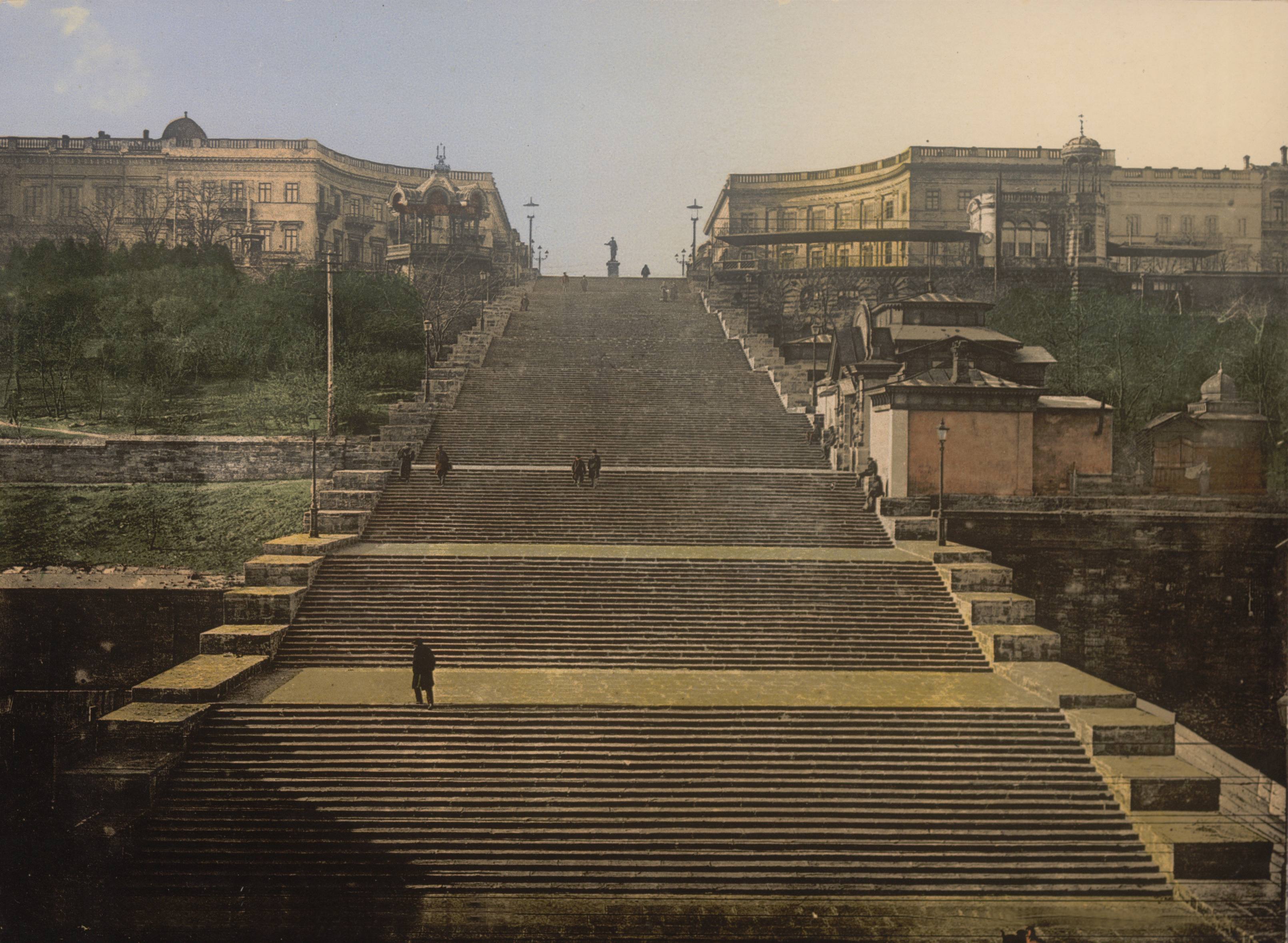
Escadaria Potemkin, foto feita entre 1890 e 1900. Odessa, situada no alto do planalto, não era facilmente acessível pelo porto (que fica em baixo), exceto por caminhos estreitos e tortuosos, até o início do século XIX.

Uma escada de 200 degraus foi concebida em 1825 por F. Boffo e pelo arquiteto Avraam Melnikov. Foi construída entre 1837 e 1841 pelo engenheiro inglês Upton utilizando grés verde oriundo da cidade italiana de Trieste (então parte do Império Austro-Húngaro) por um custo de 800 mil rublos. Foi denominada  Escadaria Primorsky (russo Приморский que significa rumo ao mar).
A escadaria se tornou célebre por sua aparição numa famosa cena do filme Bronenosets Potyomkin (Броненосец Потёмкин) do diretor Sergei Eisenstein, que foi aí rodada (1925).
A escada foi restaurada em 1933 e o grés foi substituído por granito rosa oriundo do rio Bug Ocidental e os degraus foram cobertos de asfalto. Oito degraus foram retirados quando a área do porto foi ampliada, chegando-se aos 192 atuais. Um funicular foi construído em 1906 do lado esquerdo da escada.
A denominação escadaria “Richelieu” se deve ao fato de uma estátua de Armand Emmanuel Sophie Septemanie du Plessis (Duque de Richelieu) existir no alto da escadaria. Ele foi o primeiro prefeito de Odessa e veste aí uma toga romana. Foi concebida pelo escultor russo Ivan Petrovitch Martos e fundida em bronze por Yefimov, tendo sido inaugurada em 1826, como primeiro monumento erigido na cidade.

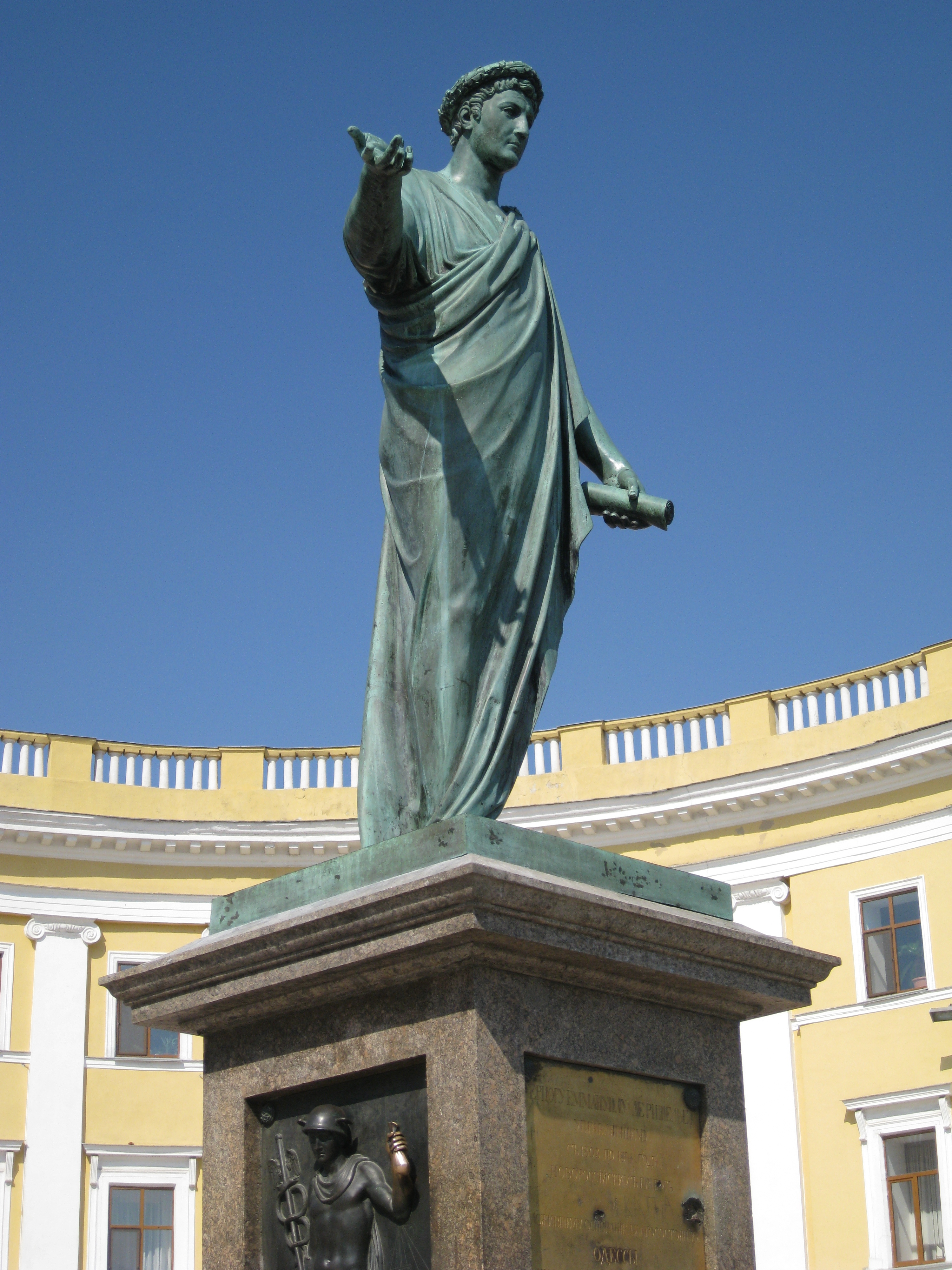
Estátua do Duque de Richelieu

A escadaria teve seu nome mudado para Potemkin em 1955 para comemorar os 30 anos de aniversário do filme Couraçado Potemkin. Com a independência da Ucrânia em 1992, foi reinstaurado o nome original Escadaria Primorsky, nome, aliás, de muitas ruas de Odessa.